# Илия Бърнев
Илия Бърнев Бърнев е български диригент и педагог. Той е обявен от музикалните критици на своето време за жрец на музиката, виртуозен диригент и педагог от високо професионално равнище.

## Биография
Илия Бърнев е роден в семейството на видния Разградски гражданин Бърни Господинов – общественик и участник в първия Разградски оркестър преди Освобождението. Още от малък душата му е била завладяна от музиката. Започва да свири на флейта, цигулка, мандолина и други инструменти. С приятеля си Крум Денев изнасят цели концерти с мандолина и китара през ваканциите вечер. Участвал е в мандолинния ученически оркестър и в програмата на честването на 35-годишнината на читалище „Развитие“, където свирят и двамата приятели – Бърнев и Денев.
Илия Бърнев заминава за Русия през 1910 година и вместо медицина записва да учи музика, и така студентските му години преминават в Киев и Москва. Като участник в Първата световна война, бива раняван при град Мачин, окръг Тулча, Северна Добруджа, Румъния, на 16 места, но най-тежко в корема. Поради това той е откомандирован в София, където работи като помощник-хормайстор в новосъздадения Свободен театър. Макар че има перспективни предложения за работа в столицата, сърцето му го зове към родния Разград. В началото на 1920 година Илия Бърнев се завръща в родния си град и започва един живот на апостолско служене на музиката, и създаването на цяла епоха в музикалната култура.

## Активен период
С апостолското си дело учителят по музика Илия Бърнев издига музикалната култура на не едно поколение разградчани, както и за оформяне на млади музиканти. През 1925 година съставът на оркестъра е вече пълен симфоничен – с обой, фаготи, тимпани и др. Свидетелство за това е статията на музикалния критик Иван Камбуров. След посещението си в Разград, той пише за това в столичния вестник „Ек“. Статията е препечатана и във вестник „Разградско слово“ от 25 януари 1925 г.
В Разград Илия Бърнев организира и първия концерт на създадения от него симфоничен оркестър през 1922 г., посрещнат с възторг от разградчани. През 1927 г. Илия Бърнев е инициатор за основаването в гимназията на ученическо музикално дружество „Михайлов Стоян“. Негова база са симфоничният оркестър и голям смесен хор. В гимназията има и ученически духов оркестър. По предложение на Илия Бърнев е образувана през 1930-те години и разградска филхармония.
От музикално надарените ученици Илия Бърнев извайва ентусиазирани инструменталисти. Редят се концерти на симфоничния оркестър в по-близки и по-далечни до Разград градове, концерти в Разград, посветени на Моцарт, Бетховен, Менделсон, Шуберт, Хайдн и литературно-музикални вечери на телевизията с участието на музикалните формации, а на диригентския пулт неизменно е Илия Бърнев. Тези формации са прекрасна школа за музикално възпитание, за духовно пробуждане и извисяване както на участниците в тях, така и на разградското гражданство.
Повече от 20 години с много любов и всеотдайност, с упоритост и преданост към избрания път Илия Бърнев формира в Разград много музиканти, изгражда традиции, публика която обича и цени симфоничната музика. Сред младежите, минали през школата на симфоничния оркестър и ученическото музикално дружество, има по-късно освен изявени музиканти, също и лекари, инженери, архитекти, учители, юристи и други. В техните души завинаги остава любовта към музиката, която им разкрива маестро Илия Бърнев. В техните очи той е любимият учител, безрезервно предан на музиката.
Разградският симфоничен оркестър създаден от Илия Бърнев е известен с качествата си сред оркестрите в страната до 9 септември 1944 г. През 1947 г. разградският симфоничен оркестър става третият в страната държавен симфоничен оркестър. Негов диригент е един от най-близките сътрудници на Илия Бърнев – Стефан Вачев.
Илия Бърнев дирижира втория за сезона концерт на новия държавен симфоничен оркестър на 28 и 29 декември 1947 г.
Умира на 27 март 1948 г., на 59-годишна възраст. През шейсетте години на ХХ век е обявен за почетен гражданин на Разград.